# 尚褫
尚 褫（しょう ち、生没年不詳）は、明代の官僚。字は景福。本貫は汝寧府羅山県。

## 生涯
1439年（正統4年）、進士に及第した。行人に任じられた。1442年（正統7年）、大臣を囚人として捕らえることのないよう求める上書をおこなった。1446年（正統11年）、南京貴州道御史に抜擢された。1447年（正統12年）、周銓を弾劾してかえって獄に下され、雲南の虚仁駅丞に左遷された。ほどなく御史に復帰した。
1454年（景泰5年）冬、災異が起こったのを契機に、尚褫は数事を上書したが、その中に「礼をつかさどる者が王振の勢力をおそれて規制せず、出家して僧となる者が多いままここにいたっています。増えすぎた僧を帰農させるようお願いします」という一節があった。礼部尚書の胡濙は自分を非難したものとみなして憎み、尚褫は豊城知県に左遷された。邑豪に誣告されて獄に繋がれたが、まもなく釈放された。
1465年（成化元年）、大臣共同の推薦により、尚褫は湖広僉事に抜擢された。1471年（成化7年）、都御史の項忠が荊州府・襄陽府の流民を郷里に帰そうと急き立てたため、その多くが道中に死んでいた。尚褫はこれを憐れんで、湖広巡撫の呉琛に報告して止めてもらおうとした。呉琛が項忠に知らせたため、項忠は怒って尚褫を弾劾した。朝廷は尚褫の意が民衆を救うことにあると知って、流民の現地戸籍への編入を聞き入れ、それを望まない者には故郷に帰らせることとした。1474年（成化10年）、尚褫は成化帝にその治行を顕彰された。のちに致仕して死去した。